# Мандула, Петра
Петра Мандула (венг. Mandula Petra; р. 19 января 1978) — венгерская профессиональная теннисистка, специалист по игре в парах.
- Победительница семи турниров WTA в женском парном разряде
- Рекордсменка сборной Венгрии в Кубке Федерации по числу побед в парном разряде.

## Игровая карьера
Петра Мандула начала играть в теннис в пять лет. В 15 лет она уже дошла до финала турнира ITF в Хорватии в одиночном разряде, а затем повторила этот результат уже в парах в Чехии. В 1994 году она начала выступления за сборную Венгрии в Кубке Федерации, а осень этог года принесла Петре сразу три титула в турнирах ITF в парном разряде, где с ней выступала старшая соотечественница Вираг Чурго.
В одиночном разряде первые серьёзные успехи Мандулы пришлись на 1998 год, когда она выиграла за сезон три турнира ITF (ещё дважды проиграв в финалах) и вошла в число 200 сильнейших теннисисток мира. В завершавшем сезон турнире-«пятидесятитысячнике» в Бад-Коггинге (Германия) Петра обыграла 74-ю ракетку мира Анну Кремер. Следующий год принёс ей ещё три титула в турнирах ITF, первый в карьере выход в четвертьфинал турнира WTA и первое же попадание в первую сотню в рейтинге, состоявшееся 1 ноября 1999 года.
В 2000 году Мандула впервые приняла участие во всех четырёх турнирах Большого шлема за сезон, правда, только в Открытом чемпионате Франции. Этот же год стал поворотным в её карьере: Петра дважды за сезон дошла до финала турниров WTA в парном разряде, причём в октябре в Братиславе её партнёршей уже была австрийская теннисистка Патриция Вартуш, с которой Мандуле предстояло провести большую часть следующих трёх сезонов. В паре с Каталин Мароши Мандуле также удалось дойти до четвертьфинала Олимпийского турнира в Сиднее после победы над посеянными восьмыми Лизель Хубер и Амандой Кётцер. В 2001 году Петра добилась высшего в карьере успеха в одиночном разряде, дойдя до четвертьфинала Открытого чемпионата Франции. Начав турнир с квалификации, она одержала семь побед подряд, в том числе четыре уже в основной сетке; среди проигравших были 36-я ракетка мира Ай Сугияма и посеянная девятнадцатой Елена Докич, но пройти будущую финалистку Ким Клейстерс венгерке не удалось.
Через две недели на Открытом чемпионате Ташкента Мандула и Вартуш выиграли первый совместный титул в турнирах WTA, а всего австро-венгерская пара провела вместе три удачных сезона, выиграв пять турниров и ещё трижды проиграв в финалах. В 2002 году они вышли в четвертьфинал Открытого чемпионата Франции (обыграв пару, посеянную под восьмым номером), а на следующий год — в четвертьфинал Уимблдонского турнира, обыграв пятую посеянную пару. Высшего своего достижения Петра, однако, добилась не с Вартуш, а со швейцаркой Эммануэль Гальярди — вместе они пробились в полуфинал Открытого чемпионата Австралии 2003 года после побед над третьей и пятой посеянными парами. Это позволило Мандуле к маю 2003 года достичь высшей в своей парной карьере 13-го места в рейтинге. Её успехи в одиночном разряде были более скромными, но тем не менее с 2001 года она постоянно оставалась в сотне лучших теннисисток мира, подтверждая свой класс выходами в четверть- и полуфиналы турниров WTA, а в 2004 году нанесла единственное за карьеру поражение сопернице из первой десятки мирового рейтинга — восьмой ракетке мира Дженнифер Каприати. Эта победа, принесшая Петре выход в четвертьфинал крупного турнира в Чарльстоне, позволила ей в начале мая подняться на 30-ю строчку в рейтинге теннисисток в одиночном разряде. В смешанном парном разряде лучшим результатом Мандулы был выход в четвертьфинал Открытого чемпионата США с израильтянином Амиром Хададом после победы над седьмой посеянной парой.
Свой последний турнир WTA в парах Петра Мандула выиграла в том же 2004 году. К этому моменту она уже завершила выступления в сборной Венгрии, в общей сложности проведя за неё 36 игр в 25 матчах и добившись отличного баланса побед и поражений и в одиночном (11-5), и особенно в парном разряде (17-3). Этих результатов она добилась в основном в матчах I и II Европейско-африканской группы, но ближе к концу выступлений пробилась со сборной и в Мировую группу — высший эшелон Кубка Федерации, нанеся в играх плей-офф три поражения соперницам из команд Словакии и Израиля. Мандула по сей день остаётся самой успешной теннисисткой сборной Венгрии в парном разряде. По ходу 2004 года у Петры участились проблемы со здоровьем: она снималась с турниров из-за растяжений мышц бедра и плеча, а также из-за респираторного заболевания. Вовремя начать сезон 2005 года не получилось из-за проблем со спиной, и в итоге защемление диска заставило её в сентябре 2005 года объявить о досрочном завершении игровой карьеры.

## Участие в финалах турниров WTA за карьеру (11)

### Парный разряд (11)

#### Победы (7)
| Легенда                     |
| --------------------------- |
| Турниры Большого Шлема (0)  |
| Итоговый чемпионат года (0) |
| 1-я категория (0)           |
| 2-я категория (0)           |
| 3-я категория (2)           |
| 4-я категория (2)           |
| 5-я категория (3)           |

| №  | Дата           | Турнир                           | Покрытие | Партнёрша       | Соперницы в финале                           | Счёт            |
| 1. | 11 июня 2001   | Ташкент, Узбекистан              | Хард     | Патриция Вартуш | Татьяна Перебийнис Татьяна Пучек             | 6-1, 6-4        |
| 2. | 10 июня 2002   | Открытый чемпионат Австрии, Вена | Грунт    | Патриция Вартуш | Ясмин Вёр Барбара Шварц                      | 6-2, 6-4        |
| 3. | 8 июля 2002    | Касабланка, Марокко              | Грунт    | Патриция Вартуш | Хисела Дулко Кончита Мартинес Гранадос       | 6-2, 6-1        |
| 4. | 7 апреля 2003  | Оэйраш, Португалия               | Грунт    | Патриция Вартуш | Марет Ани Эммануэль Гальярди                 | 6-77, 7-63, 6-2 |
| 5. | 14 апреля 2003 | Будапешт, Венгрия                | Грунт    | Елена Татаркова | Кончита Мартинес Гранадос Татьяна Перебийнис | 6-3, 6-1        |
| 6. | 28 апреля 2003 | Открытый чемпионат Хорватии, Бол | Грунт    | Патриция Вартуш | Эммануэль Гальярди Патти Шнидер              | 6-3, 6-2        |
| 7. | 26 апреля 2004 | Будапешт (2)                     | Грунт    | Барбара Шетт    | Вираг Немет Агнеш Савай                      | 6-3, 6-2        |

#### Поражения (4)
| №  | Дата             | Турнир               | Покрытие | Партнёрша       | Соперницы в финале                       | Счёт     |
| 1. | 7 февраля 2000   | Богота, Колумбия     | Грунт    | Рита Кути-Киш   | Лаура Монтальво Паола Суарес             | 4-6, 2-6 |
| 2. | 23 октября 2000  | Братислава, Словакия | Хард(i)  | Патриция Вартуш | Карина Габшудова Даниэла Гантухова       | Без игры |
| 3. | 16 сентября 2002 | Токио, Япония        | Хард     | Патриция Вартуш | Светлана Кузнецова Аранча Санчес-Викарио | 2-6, 4-6 |
| 4. | 24 февраля 2003  | Акапулько, Мексика   | Грунт    | Патриция Вартуш | Эмили Луа Оса Свенссон                   | 3-6, 1-6 |